# NGC 4183
NGC 4183是一个位于猎犬座的螺旋星系，距离地球5500万光年，直径约为8万光年。NGC 4183由威廉·赫歇爾于1788年1月14日发现，属于大熊座星系团。